# Ислуга
Ислуга (исп. Isluga) — активный вулкан расположен в северном Чили (область Тарапака) в 7 км к западу от границы с Боливией (департамент Оруро). Высота — 5550 метров. Вершина содержит кратер 400 метров шириной. В 1878 году потоки лавы разрушили ближайшие населенные пункты.
Вулкан расположен в Национальном парке Ислуга, который покрывает 175 000 гектаров.